# Sakai (Ibaraki)
Sakai (境町?) è una cittadina giapponese della prefettura di Ibaraki.